# 7559 Kirstinemeyer
7559 Kirstinemeyer è un asteroide della fascia principale. Scoperto nel 1985, presenta un'orbita caratterizzata da un semiasse maggiore pari a 2,4156021 UA e da un'eccentricità di 0,2384628, inclinata di 8,36312° rispetto all'eclittica.
L'asteroide è dedicato alla danese Kirstine Bjerrum Meyer, prima donna della Danimarca a laurearsi in fisica nel 1892.